# Antti Niemi (hockey sur glace)
Pour les articles homonymes, voir Antti Niemi et Niemi.
Antti Niemi (né le 29 août 1983 à Vantaa en Finlande) est un joueur professionnel finlandais de hockey sur glace. Après plus d'une dizaine d'années dans la Ligue nationale de hockey (LNH), il évolue maintenant en tant que gardien de but pour l'équipe finlandaise Jokerit de Helsinki dans la Ligue continentale de hockey (KHL).

## Biographie

### Carrière en club
Antti Niemi commence le hockey dans le club de sa ville natale, Kiekko-Vantaa. En 2005, il devient professionnel en signant avec les Pelicans Lahti du championnat de Finlande, la SM-liiga. Il reste trois saisons avec le club avant de quitter sa patrie et rejoindre l'Amérique du Nord.
En effet, le 5 mai 2008, il signe un contrat d'une saison avec les Blackhawks de Chicago sans passer par l'étape traditionnelle du repêchage. Il joue alors la saison 2008-2009 avec l'équipe affiliée aux Blackhawks : les IceHogs de Rockford de la Ligue américaine de hockey. Il est en effet le troisième gardien de l'équipe derrière Nikolaï Khabibouline et Cristobal Huet. Il profite de plusieurs blessures du gardien russe numéro un de l'équipe pour être appelé sur le banc de l'équipe et fait ses débuts dans la LNH en février enregistrant sa première victoire le 1er mars 2009, 4-2 contre les Kings de Los Angeles. Il ne joue cependant que trois matchs avant d'être réaffecté à la garde des buts de l'équipe de la LAH.
En juin 2009, il signe une prolongation de contrat pour une nouvelle saison avec Chicago. Khabibouline décide de quitter le club et Niemi se retrouve donc gardien numéro deux de l'équipe derrière Huet. Mais au cours de cette deuxième saison, Niemi fait de plus en plus parler de lui et petit à petit prend la place de Huet en tant que titulaire dans les buts de l'équipe. Il mène les Blackhawks à la Coupe Stanley après avoir remporté la finale des séries 2010 contre les Flyers de Philadelphie en battant ces derniers 4 matchs à 2. Il devient agent libre restreint à l'issue de cette saison et décide de recourir à l'arbitrage. L'arbitre accorde un salaire de 2,75 millions de dollars à Niemi mais les Blackhawks rejettent le montant accordé à Niemi et ce dernier devient agent libre sans restriction le 2 août 2010. Un mois plus tard, il signe un contrat d'un an avec les Sharks de San José pour un montant de 2 millions de dollars.
Le 1er mars 2011, il obtient une prolongation de contrat de 4 ans avec les Sharks pour un total de 15,2 millions de dollars.
Le 8 mai 2013, il est nommé pour le trophée Vézina remis au meilleur gardien de la LNH, mais il ne gagne pas la récompense après la saison 2012-2013, Sergueï Bobrovski des Blue Jackets de Columbus ayant été préféré à Niemi.
Alors qu'il deviendra agent libre à l'issue de la saison 2014-2015 après avoir joué cinq saisons avec les requins, ses droits sont échangés le 27 juin 2015 aux Stars de Dallas contre un choix de septième tour pour le repêchage de 2015. Le 29 juin 2015, il signe un contrat de trois ans avec sa nouvelle équipe.
Après la saison 2016-2017, les Stars décident de racheter son contrat et il devient agent libre. Le 1er juillet 2017, il signe un contrat d'un an avec une valeur de 700 000 $ avec les Penguins de Pittsburgh. Il ne joue que trois parties difficiles (trois défaites) avec les Penguins, comme le prouvent sa moyenne de buts alloués de 7,49 et son pourcentage d'arrêts de 79,7. Il est soumis au ballottage et réclamé par les Panthers de la Floride le 24 octobre 2017. Il joue 2 matchs avec l'équipe mais c'est sans victoire depuis le début de la saison qu'il est de nouveau soumis au ballottage pour cette fois être réclamé par les Canadiens de Montréal le 14 novembre 2017. Il semble finalement se ressaisir à Montréal où il reste jusqu'à la fin de la saison pour 19 parties jouées et un pourcentage d'arrêts de 92,9. Il est même choisi pour représenter les Canadiens comme candidat au trophée Bill-Masterton remis annuellement à l’athlète qui incarne le mieux la persévérance, l’esprit sportif et le dévouement pour son sport dans la LNH pour sa persistance après avoir vu son contrat racheté et avoir été soumis au ballottage deux fois en cinq mois.
Le 22 mai 2018, il signe une extension de contrat d'un an avec les Canadiens de Montréal.
Le 5 juin 2019, il quitte l'Amérique du Nord et signe un contrat d’un an avec le Jokerit de Helsinki, une équipe de son pays natal, la Finlande, membre de la Ligue continentale de hockey (KHL).

### Carrière internationale
Il représente la Finlande En équipe nationale. Le 8 novembre 2007, il reçoit sa première sélection senior contre la République tchèque lors du Tournoi Karjala manche de l'Euro Hockey Tour.

## Statistiques
| Saison     | Équipe                 | Ligue      |     | Saison régulière | Saison régulière | Saison régulière | Saison régulière | Saison régulière | Saison régulière | Saison régulière | Saison régulière | Saison régulière | Saison régulière |    | Séries éliminatoires | Séries éliminatoires | Séries éliminatoires | Séries éliminatoires | Séries éliminatoires | Séries éliminatoires | Séries éliminatoires | Séries éliminatoires | Séries éliminatoires |
| Saison     | Équipe                 | Ligue      | PJ  | V                | D                | Pr/N             | Min              | BC               | Moy              | % Arr            | Bl               | Pun              | PJ               | V  | D                    | Min                  | BC                   | Moy                  | % Arr                | Bl                   | Pun                  |                      |                      |
| 2005-2006  | Pelicans Lahti         | SM-liiga   | 40  | 12               | 17               | 8                | 2 263            | 103              | 2,73             | 91,6             | 3                | 0                | -                | -  | -                    | -                    | -                    | -                    | -                    | -                    | -                    |                      |                      |
| 2006-2007  | Pelicans Lahti         | SM-liiga   | 48  | 18               | 21               | 7                | 2 780            | 119              | 2,57             | 91,8             | 3                | 6                | 6                | 2  | 4                    | 370                  | 9                    | 1,46                 | 95,1                 | 1                    | 0                    |                      |                      |
| 2007-2008  | Pelicans Lahti         | SM-liiga   | 49  | 26               | 14               | 6                | 2 791            | 109              | 2,35             | 92,6             | 4                | 2                | 6                | 2  | 4                    | 328                  | 21                   | 3,83                 | 88,3                 | 0                    | 0                    |                      |                      |
| 2008-2009  | IceHogs de Rockford    | LAH        | 38  | 18               | 14               | 3                | 2 095            | 85               | 2,43             | 91,0             | 2                | 4                | 2                | 0  | 2                    | 115                  | 7                    | 3,65                 | 89,7                 | 0                    | 0                    |                      |                      |
| 2008-2009  | Blackhawks de Chicago  | LNH        | 3   | 1                | 1                | 1                | 141              | 8                | 3,40             | 86,4             | 0                | 0                | -                | -  | -                    | -                    | -                    | -                    | -                    | -                    | -                    |                      |                      |
| 2009-2010  | Blackhawks de Chicago  | LNH        | 39  | 26               | 7                | 4                | 2 190            | 82               | 2,25             | 91,2             | 7                | 0                | 22               | 16 | 6                    | 1 322                | 58                   | 2,63                 | 91,0                 | 2                    | 2                    |                      |                      |
| 2010-2011  | Sharks de San José     | LNH        | 60  | 35               | 18               | 6                | 3 524            | 140              | 2,38             | 92,0             | 6                | 2                | 18               | 8  | 9                    | 1 044                | 56                   | 3,22                 | 89,6                 | 0                    | 0                    |                      |                      |
| 2011-2012  | Sharks de San José     | LNH        | 68  | 34               | 22               | 9                | 3 936            | 159              | 2,42             | 91,5             | 6                | 2                | 5                | 1  | 4                    | 318                  | 13                   | 2,45                 | 91,4                 | 0                    | 0                    |                      |                      |
| 2012-2013  | Pelicans Lahti         | SM-liiga   | 10  | 3                | 5                | 2                | 597              | 93               | 3,11             | -                | 0                | 0                | -                | -  | -                    | -                    | -                    | -                    | -                    | -                    | -                    |                      |                      |
| 2012-2013  | Sharks de San José     | LNH        | 43  | 24               | 12               | 6                | 2 581            | 93               | 2,16             | 92,4             | 4                | 2                | 11               | 7  | 4                    | 673                  | 21                   | 1,87                 | 93,0                 | 0                    | 0                    |                      |                      |
| 2013-2014  | Sharks de San José     | LNH        | 64  | 39               | 17               | 7                | 3 740            | 149              | 2,39             | 91,3             | 4                | 0                | 6                | 3  | 3                    | 305                  | 19                   | 3,74                 | 88,4                 | 0                    | 0                    |                      |                      |
| 2014-2015  | Sharks de San José     | LNH        | 61  | 31               | 23               | 7                | 3 588            | 155              | 2,59             | 91,4             | 5                | 0                | -                | -  | -                    | -                    | -                    | -                    | -                    | -                    | -                    |                      |                      |
| 2015-2016  | Stars de Dallas        | LNH        | 48  | 25               | 13               | 7                | 2 654            | 118              | 2,67             | 90,5             | 3                | 2                | 5                | 1  | 3                    | 237                  | 13                   | 3,29                 | 86,5                 | 0                    | 0                    |                      |                      |
| 2016-2017  | Stars de Dallas        | LNH        | 37  | 12               | 12               | 4                | 1 729            | 95               | 3,3              | 89,2             | 0                | 0                | -                | -  | -                    | -                    | -                    | -                    | -                    | -                    | -                    |                      |                      |
| 2017-2018  | Penguins de Pittsburgh | LNH        | 3   | 0                | 3                | 0                | 128              | 16               | 7,49             | 79,7             | 0                | 0                | -                | -  | -                    | -                    | -                    | -                    | -                    | -                    | -                    |                      |                      |
| 2017-2018  | Panthers de la Floride | LNH        | 2   | 0                | 1                | 0                | 59               | 5                | 5,08             | 87,2             | 0                | 0                | -                | -  | -                    | -                    | -                    | -                    | -                    | -                    | -                    |                      |                      |
| 2017-2018  | Canadiens de Montréal  | LNH        | 19  | 7                | 5                | 4                | 1 027            | 42               | 2,46             | 92,9             | 1                | 0                | -                | -  | -                    | -                    | -                    | -                    | -                    | -                    | -                    |                      |                      |
| 2018-2019  | Canadiens de Montréal  | LNH        | 17  | 8                | 6                | 2                | 969              | 61               | 3,78             | 88,7             | 0                | 0                | -                | -  | -                    | -                    | -                    | -                    | -                    | -                    | -                    |                      |                      |
| 2019-2020  | Jokerit                | KHL        | 19  | 3                | 12               | 4                | 1 084            | 58               | 3,21             | 88,3             | 1                | 4                | 1                | 1  | 0                    | 60                   | 0                    | 0                    | 100                  | 1                    | 0                    |                      |                      |
| Totaux LNH | Totaux LNH             | Totaux LNH | 464 | 242              | 140              | 57               | 26 266           | 1 123            | 2,57             | 91,2             | 36               | 8                | 62               | 36 | 29                   | 3 899                | 180                  | 2,77                 | 90,5                 | 2                    | 2                    |                      |                      |

## Roller in line hockey
Il joue au roller in line hockey. Il participé aux Championnats du monde de roller in line en 2003 et 2004 avec la sélection de Finlande.